# Primorsko
Primorsko (bułg. Приморско) – miasto w Bułgarii, w obwodzie Burgas, siedziba gminy Primorsko. W 2023 roku liczyło 3322 mieszkańców.